# FK Ruch Lvov
Futbolnyj klub Ruch Lviv (ukrajinsky Футбольний клуб «Рух» Львів) je ukrajinský fotbalový klub sídlící ve Lvově. Do léta 2019 hrál domácí zápasy ve městě Vynnyky pod jménem Futbolnyj klub Ruch Vynnyky (Футбольний клуб «Рух» Винники). Byl založen v roce 2003. Domovským stadionem je Arena Lviv.

## Umístění v jednotlivých sezonách
Zdroj: 
Legenda: Z - zápasy, V - výhry, R - remízy, P - porážky, VG - vstřelené góly, OG - obdržené góly, +/- - rozdíl skóre, B - body, červené podbarvení - sestup, zelené podbarvení - postup, fialové podbarvení - reorganizace, změna skupiny či soutěže
| Ukrajina (od 2013) |              |        |    |   |   |   |    |    |     |    |        |
| Sezóny             | Liga         | Úroveň | Z  | V | R | P | VG | OG | +/- | B  | Pozice |
| 2013               | AAFU – sk. I | 4      | 10 | 7 | 2 | 1 | 20 | 6  | +14 | 23 | 1.     |
| 2014               | AAFU – sk. I | 4      | 8  | 5 | 1 | 2 | 17 | 8  | +9  | 16 | 1.     |
| 2015               | AAFU – sk. I | 4      | 6  | 4 | 1 | 1 | 10 | 6  | +4  | 13 | 1.     |
| 2016/17            | Druha liha   | 3      | 34 |   |   |   |    |    |     |    |        |